# Río Garza
El río Garza es un corto río del norte de Italia, un torrente de agua que recorre la provincia de Brescia.

## Recorrido
Nace en el término municipal de Lumezzane, aproximadamente a mitad de camino entre Lumezzane y Agnosine y recorre el Valle de Bertone, el Valle del Garza (área de interés histórico que toma su nombre del curso del agua) y la parte baja del Valle Trompia. Atraviesa los territorios municipales de Caino, Nave e Bovezzo y, siguiendo el recorrido de la Strada Statale 237 del Caffaro, llega hasta  Brescia, la cual atraviesa para continuar por Borgosatollo, Castenedolo y Ghedi, donde desemboca, junto a la localidad de Santa Lucia.
Desde la ciudad de Brescia parte una segunda rama, denominada Garzetta, que, atravesando Fornaci y Fenili Belasi desemboca en el río Mella, cerca de Capriano del Colle.